# Lord's Cricket Ground
Lord's Cricket Ground, ou simplement Lord's, est un stade de cricket situé dans le quartier de St. John's Wood, à Londres, en Angleterre. Fondé en 1814, il doit son nom à celui de son fondateur, Thomas Lord. Il est la propriété du Marylebone Cricket Club.
Il est le siège de la fédération anglaise de cricket, l'England and Wales Cricket Board, de la fédération européenne, l'European Cricket Council et du Middlesex County Cricket Club. Jusqu'en août 2005, il est même le siège de la fédération internationale de cricket, l'International Cricket Council. Lord's est surnommé « The Home of Cricket », c'est-à-dire la « maison du cricket ».
Lord's accueille les rencontres du Middlesex County Cricket Club depuis 1877 et des test-matchs de l'équipe d'Angleterre depuis 1884. Cinq finales de Coupe du monde s'y sont déroulées. Les épreuves de tir à l'arc des Jeux olympiques d'été de 2012 s'y sont déroulées.

## Histoire

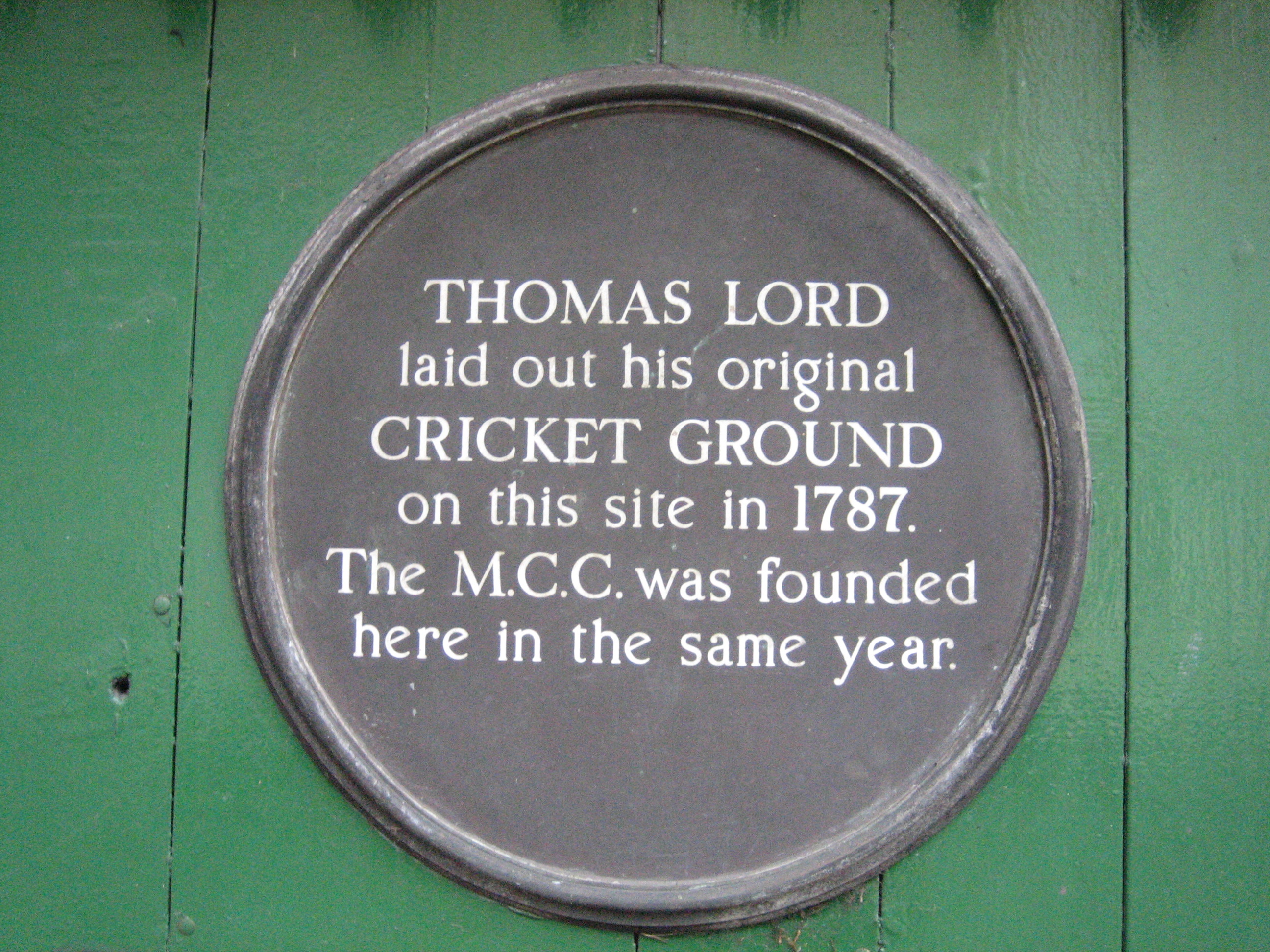
Plaque célébrant la fondation du premier « Lords », Dorset Square, Londres.

En 1786, George Finch, comte de Winchilsea, et Charles Lennox, futur duc de Richmond, membres du White Conduit Club, ne sont plus satisfait de leur terrain. Thomas Lord est chargé de créer un nouveau terrain. Issu d'une famille tombée dans la pauvreté, Lord est un joueur et employé du club qui s'est essayé au commerce du vin. Lord loue alors un espace à Marylebone, qui est à cette époque en zone rurale ; les membres du WCC lui garantissent de combler d'éventuelles pertes financières. Le premier match à s'y jouer s'y déroule en 1787. Cette année-là ou l'année suivante, des membres du White Conduit Club y fondent le « Marylebone club », futur Marylebone Cricket Club (MCC), qui occupe le terrain,.
En prévision de l'expiration de son bail et de l'augmentation de son loyer, Thomas Lord loue dès 1808 un autre terrain, situé à Lisson Grove. Le MCC s'y installe en 1811 mais n'y joue que très rarement, le terrain ne plaisant pas à ses membres,. En 1813, le gouvernement décide de creuser Regent's Canal, qui passe par l'aire de jeu, et octroie à Thomas Lord 4 000 £ pour qu'il puisse établir un nouveau terrain. Il établit à St. John's Wood l'actuel « Lord's Cricket Ground ». Sa rencontre inaugurale s'y déroule le 22 juin 1814.
En 1825, Thomas Lord souhaite vendre une partie de Lord's à un promoteur immobilier. L'un des joueurs du MCC, William Ward, également directeur de la Banque d'Angleterre, le convainc de lui céder le bail du terrain contre la somme de 5 000 £.
La même année, le pavillon de Lord's, une petite structure en bois, est détruit par un incendie. Toutes les archives du MCC sont perdues, notamment des grilles de scores. Des travaux permettent d'ouvrir un deuxième pavillon en remplacement dès 1826.
En 1835, James Dark rachète les années de bail restantes à William Ward, contre la somme de 2000 £, en plus de 425 £ annuelles.

## Usage

### Cricket

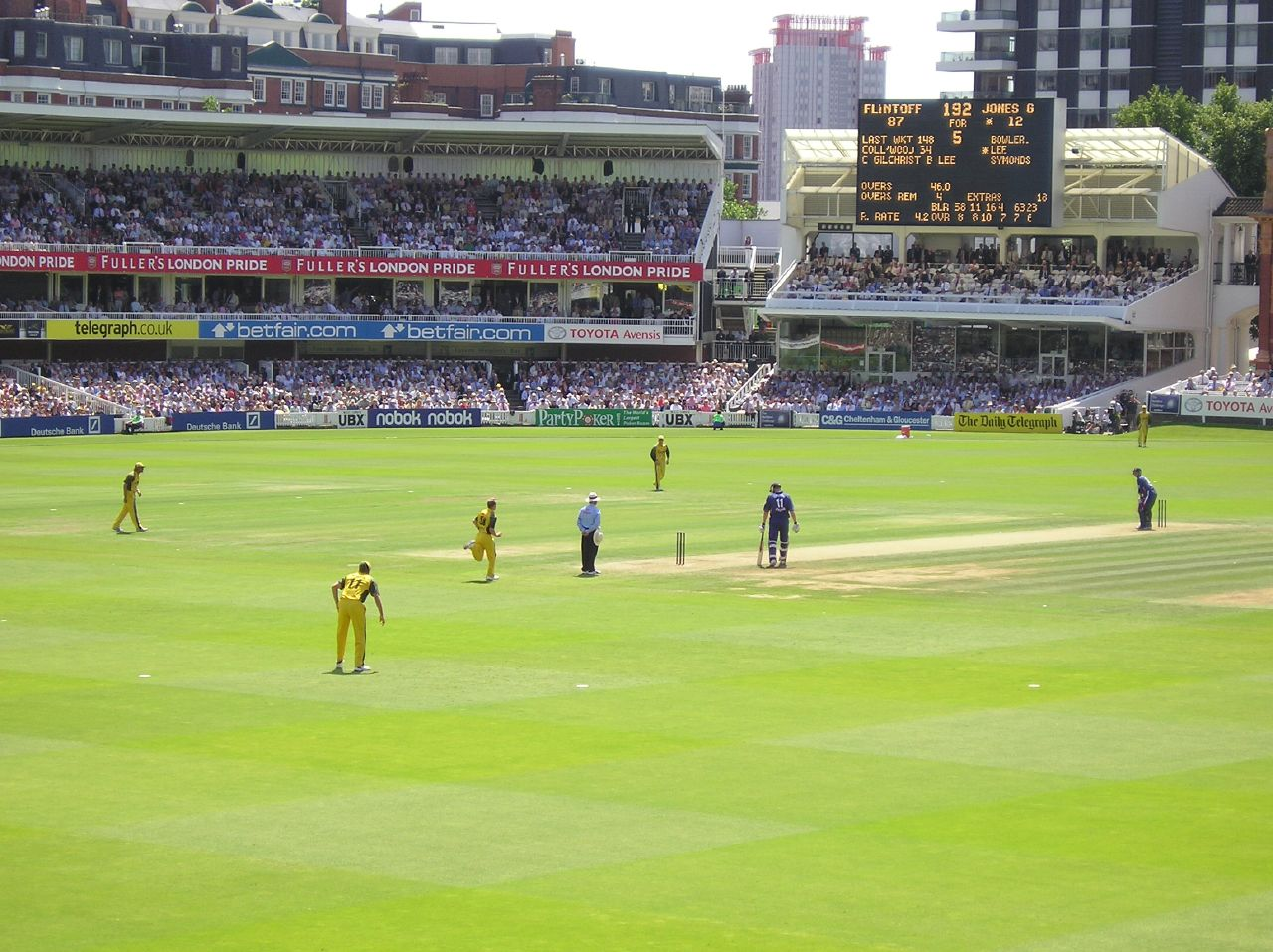
One-day International à Lord's.

Lord's est l'un des stades utilisés par l'équipe d'Angleterre de cricket, et ce depuis 1884. Traditionnellement, deux matchs de Test cricket y sont disputés chaque été. Lord's est le stade où le plus de test-matchs ont été joués, 116 après les matchs joués en 2008. L'Angleterre a joué cent-quinze de ces matchs, en remportant quarante-deux pour vingt-sept défaites et quarante-six draws.
Lord's a accueilli chacune des finales de la Coupe du monde de cricket lorsque celle-ci a été organisée en Angleterre : en 1975, 1979, 1983, 1999 et 2019.
Le Middlesex County Cricket Club y joue la plupart de ses matchs à domicile depuis 1877.

### Autres sports
Lord's a accueilli en diverses occasions des matchs de baseball. En 1874, des joueurs de Boston et Philadelphie y font un match exhibition pour faire connaître leur sport. Le 28 juillet 1917, durant la Première Guerre mondiale, une rencontre est organisée entre américains et canadiens pour lever des fonds en faveur des veuves et orphelins des soldats canadiens morts au combat. Une équipe canadienne de crosse y fait également une exhibition en 1883. Les universités d'Oxford et Cambridge y jouent leur match annuel de hockey sur gazon entre 1969 et 1991.
Lord's accueille les Jeux olympiques d'été de 2012, organisés à Londres. Les épreuves de tir à l'arc s'y tiennent.

### Administration
Lord's est le siège du Marylebone Cricket Club, détenteur des droits sur les lois du cricket, et propriétaire du stade.

## Architecture

Tribunes actuelles de Lord's.

| Bâtiment        | Construction | Destruction     | Architecte                   | Coût     |
| --------------- | ------------ | --------------- | ---------------------------- | -------- |
| Pavilion (1)    |              | 1825 (incendie) |                              |          |
| Pavilion (2)    | 1825-1826    |                 |                              |          |
| Grand Stand (1) | 1866-1867    |                 | Arthur Allom                 |          |
| Pavilion        | 1889-1890    | -               | Frank Verity                 | 21 000 £ |
| Grand Stand (2) | 1925-1926    | 1996-1997       | Sir Herbert Baker            |          |
| Grand Stand (3) | 1996-1998    | -               | Nicholas Grimshaw & Partners |          |
| Media Centre    | 1998-1999    | -               | Future Systems               |          |
| à compléter     |              |                 |                              |          |

## Galerie d'images

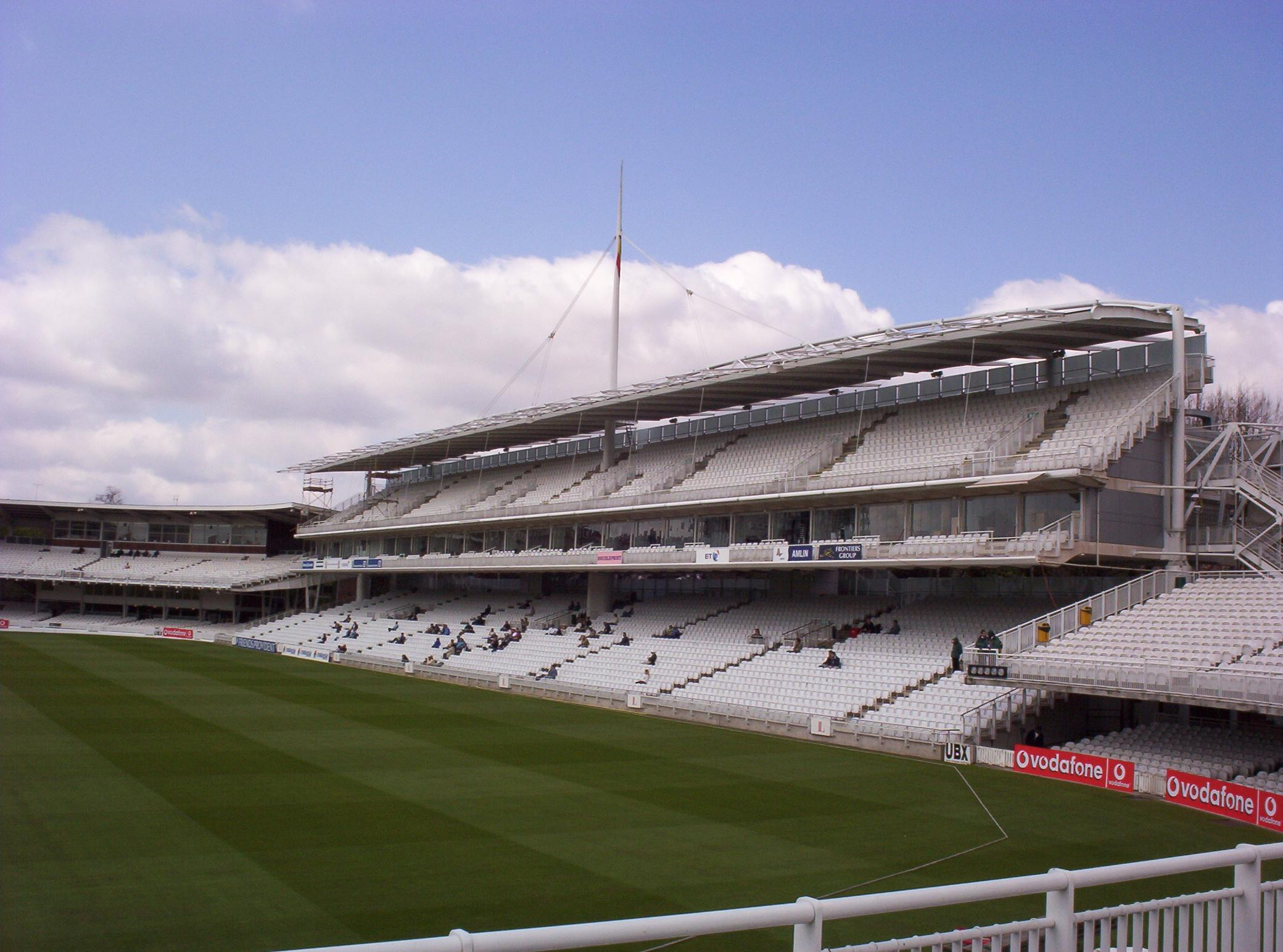
Grand Stand
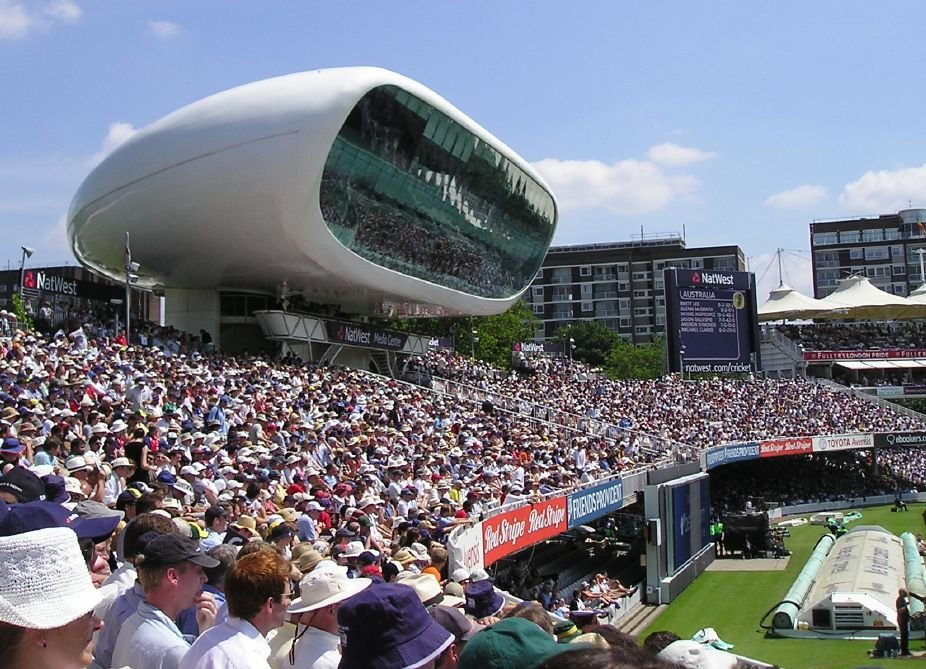
Nat West media centre
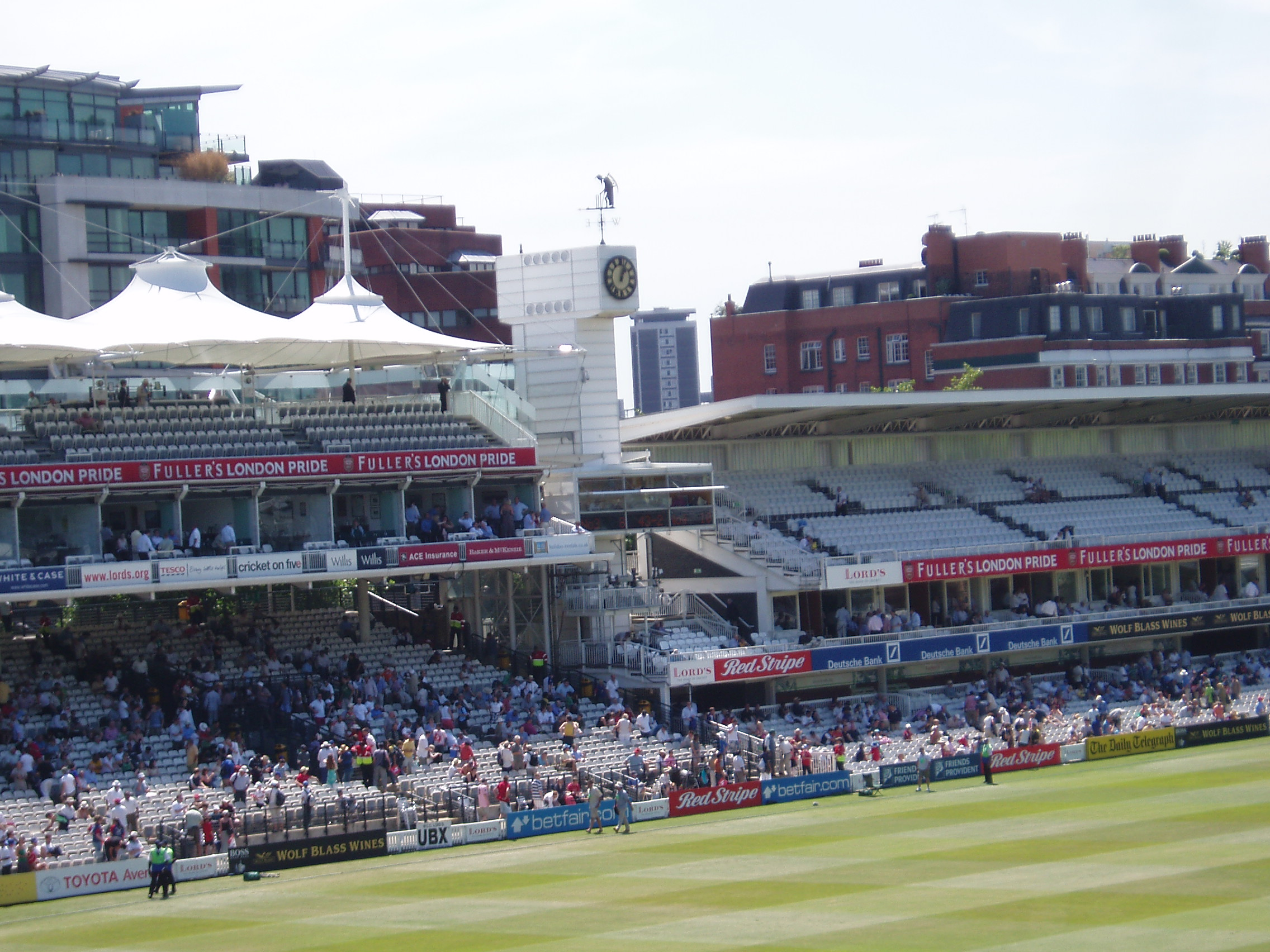
Lords south stands